# Kucki
Kucki, Jezioro Klecewskie – przepływowe jezioro wytopiskowe w Polsce, położone w województwie pomorskim, powiecie kwidzyńskim, w gminie Gardeja.

## Opis
Posiada powierzchnię 188 ha. Jezioro charakteryzuje się rozwiniętą linią brzegową (w większości zalesioną) i jest połączone z akwenem jeziora Leśnego. Północno-zachodnia wydłużona rynna jeziora jest nazywana również „Jeziorem Klecewskim”, zaś wschodnia część „Kucko”.